# Aki (Kochi)
Aki (安芸市 -shi) é uma cidade japonesa localizada na província de Kochi.
Em 2003 a cidade tinha uma população estimada em 20 839 habitantes e uma densidade populacional de 65,67 h/km². Tem uma área total de 317,34 km².
Recebeu o estatuto de cidade a 1 de Agosto de 1954.